# Sargus viridistima
Sargus viridistima är en tvåvingeart som först beskrevs av Enrico Adelelmo Brunetti 1926.  Sargus viridistima ingår i släktet Sargus och familjen vapenflugor. Inga underarter finns listade i Catalogue of Life.